# امپایر (فیلم ۱۹۶۴)
«امپراتوری» (انگلیسی: Empire (1964 film)) فیلمی در ژانر مستند به کارگردانی اندی وارهول است که در سال ۱۹۶۴ منتشر شد. این فیلم ۸ ساعته تنها یک نمای ثابت از ساختمان امپایر استیت است.